# ダイタクリーヴァ
ダイタクリーヴァ（欧字名:Daitaku Riva、1997年3月24日 - 2017年8月31日）は、日本の競走馬、種牡馬。主な勝ち鞍に2000年のスプリングステークス、シンザン記念、鳴尾記念、2001年、2002年の京都金杯。
半弟は中長距離重賞で活躍し重賞3勝のダイタクバートラム、伯父にマイルチャンピオンシップを2勝したダイタクヘリオスがいる。

## 戦績
デビューは1999年の11月で、安藤勝己を鞍上に勝利を挙げる。このときの2着馬はエイシンプレストンであった。次走の白菊賞（500万下条件戦）は2着だったものの、北九州3歳ステークス（平年開催では中京3歳ステークスにあたる）に勝利すると、明けて2000年のシンザン記念、スプリングステークスと3連勝を飾る。そして皐月賞では単勝1番人気に支持されるもエアシャカールのクビ差2着に敗れる。一度はNHKマイルカップに進むと発表されたが最終的に東京優駿（日本ダービー）に出走。2番人気に支持されたが、距離延長でまったく動けず12着と初めての惨敗を喫した。
秋はマイル路線に目標を定め、富士ステークスで3着のあと、マイルチャンピオンシップに駒を進めるが、当日のレースで主戦騎手の高橋亮が落馬負傷。急遽安藤勝己への乗り替わりが発表されてから、急に人気が上がり最終的に1番人気となる珍事もあった。レースでは最短距離を通り内から抜け出したが、ゴール前でアグネスデジタルの強襲に遭い2着惜敗。次走の鳴尾記念では松永幹夫に乗り替わって勝利。2001年の京都金杯ではアグネスデジタルに雪辱を果たすが、次走の中山記念で3着に敗れ、のちに左前脚の骨折が発覚する。
復帰した同年の秋は前年と同じローテーションで臨み、河内洋を鞍上に迎え、まず富士ステークスで2着。マイルチャンピオンシップでは1番人気に推されるが、スタートで出遅れ、第4コーナーも大外を回るロスが響き9着と惨敗。鳴尾記念では武豊の騎乗で2着に入り、翌2002年の京都金杯を史上初となる連覇で勝利する。しかしその後は精彩を欠き、安田記念17着惨敗後、レース中に屈腱を断裂していたことが発覚し、引退を余儀なくされた。

## 競走成績
| 年月日     | 競馬場 | 競走名       | 格      | 頭数 | オッズ （人気） | 着順 | 騎手     | 斤量 [kg] | 距離（馬場）  | タイム （上り3F） | タイム 差 | 勝ち馬/（2着馬）       |
| ---------- | ------ | ------------ | ------- | ---- | --------------- | ---- | -------- | --------- | ------------- | ----------------- | --------- | ---------------------- |
| 1999.11.06 | 京都   | 3歳新馬      |         | 13   | 02.9（1人）     | 01着 | 安藤勝己 | 54        | 芝1600m（良） | 1.35.2 (34.8)     | -0.7      | （エイシンプレストン） |
| 0000.11.21 | 京都   | 白菊賞       | 500万下 | 12   | 02.0（1人）     | 02着 | 藤田伸二 | 54        | 芝1600m（良） | 1.35.5 (36.6)     | -0.3      | ロスマリヌス           |
| 0000.12.19 | 小倉   | 北九州3歳S   | OP      | 12   | 01.7（1人）     | 01着 | 高橋亮   | 54        | 芝1800m（良） | 1.50.1 (34.9)     | -0.2      | （チタニックオー）     |
| 2000.01.09 | 京都   | シンザン記念 | GIII    | 15   | 02.0（1人）     | 01着 | 高橋亮   | 55        | 芝1600m（良） | 1.35.4 (35.0)     | -0.5      | （チタニックオー）     |
| 0000.03.19 | 中山   | スプリングS  | GII     | 16   | 01.8（1人）     | 01着 | 高橋亮   | 56        | 芝1800m（良） | 1.49.1 (36.2)     | -0.1      | （パープルエビス）     |
| 0000.04.16 | 中山   | 皐月賞       | GI      | 18   | 03.3（1人）     | 02着 | 高橋亮   | 57        | 芝2000m（稍） | 2.01.8 (35.8)     | -0.0      | エアシャカール         |
| 0000.05.28 | 東京   | 東京優駿     | GI      | 18   | 04.8（2人）     | 12着 | 高橋亮   | 57        | 芝2400m（良） | 2.28.4 (37.7)     | -2.2      | アグネスフライト       |
| 0000.10.21 | 東京   | 富士S        | GIII    | 16   | 07.3（4人）     | 03着 | 高橋亮   | 56        | 芝1600m（良） | 1.34.1 (35.1)     | -0.2      | ダイワカーリアン       |
| 0000.11.19 | 京都   | マイルCS     | GI      | 18   | 04.8（1人）     | 02着 | 安藤勝己 | 55        | 芝1600m（良） | 1.32.7 (34.6)     | -0.1      | アグネスデジタル       |
| 0000.12.10 | 阪神   | 鳴尾記念     | GIII    | 16   | 01.7（1人）     | 01着 | 松永幹夫 | 56.5      | 芝2000m（良） | 1.59.3 (35.8)     | -0.1      | （ヤマニンリスペクト） |
| 2001.01.05 | 京都   | 京都金杯     | GIII    | 16   | 02.1（1人）     | 01着 | 松永幹夫 | 58        | 芝1600m（良） | 1.33.4 (34.3)     | -0.4      | （エリモセントラル）   |
| 0000.02.25 | 中山   | 中山記念     | GII     | 13   | 01.7（1人）     | 03着 | 松永幹夫 | 58        | 芝1800m（良） | 1.48.7 (37.2)     | -1.0      | アメリカンボス         |
| 0000.10.20 | 東京   | 富士S        | GIII    | 14   | 02.7（2人）     | 02着 | 河内洋   | 58        | 芝1600m（良） | 1.33.5 (35.3)     | -0.3      | クリスザブレイヴ       |
| 0000.11.18 | 京都   | マイルCS     | GI      | 18   | 02.8（1人）     | 09着 | 河内洋   | 57        | 芝1600m（良） | 1.33.7 (33.8)     | -0.5      | ゼンノエルシド         |
| 0000.12.09 | 阪神   | 鳴尾記念     | GIII    | 13   | 02.3（1人）     | 02着 | 武豊     | 58.5      | 芝2000m（良） | 1.59.9 (35.2)     | -0.1      | メイショウオウドウ     |
| 2002.01.05 | 京都   | 京都金杯     | GIII    | 15   | 01.7（1人）     | 01着 | 武豊     | 58.5      | 芝1600m（良） | 1.33.8 (34.9)     | -0.1      | （ゴッドオブチャンス） |
| 0000.04.13 | 阪神   | マイラーズC  | GII     | 14   | 03.9（2人）     | 08着 | 松永幹夫 | 59        | 芝1600m（良） | 1.33.5 (36.3)     | -0.9      | ミレニアムバイオ       |
| 0000.05.12 | 東京   | 京王杯SC     | GII     | 18   | 06.5（2人）     | 09着 | 松永幹夫 | 58        | 芝1400m（良） | 1.21.0 (34.2)     | -0.7      | ゴッドオブチャンス     |
| 0000.06.02 | 東京   | 安田記念     | GI      | 18   | 17.1（8人）     | 17着 | 松永幹夫 | 58        | 芝1600m（良） | 1.35.1 (36.9)     | -1.8      | アドマイヤコジーン     |

## 引退後
引退後、フジキセキの後継種牡馬として、2003年から門別町のブリーダーズ・スタリオン・ステーションに繋養された。なお、本馬はサンデーサイレンスの孫で、かつ重賞勝ち馬のなかでは、最初に種牡馬入りした馬である。ちなみにもっとも早く種牡馬入りしたのは2002年に種牡馬入りし、同年限りで繁殖も引退した同じフジキセキ産駒のキタイである。
初年度産駒は2006年にデビュー。2年目産駒のブライティアパルスが2010年のマーメイドステークスを制して初の中央競馬重賞勝ち馬となった。
2007年、この年の種付けシーズン終了後の10月31日に日高軽種馬農協 (HBA) 門別種馬場に移動した。2010年の種付けシーズン終了後、この年いっぱいで門別種馬場が閉鎖されるのにともない、ブリーダーズ・スタリオン・ステーションにふたたび移動。2013年はむかわ町の個人牧場で、2014年からは太平洋ナショナルスタッドで繋養されていたが、2017年8月31日に死亡した。

### 主な産駒
- 2004年産
  - コアレスレーサー（みちのく大賞典）
- 2005年産
  - ブライティアパルス（マーメイドステークス）
  - ルールプロスパー（京都ハイジャンプ連覇）
- 2007年産
  - エレーヌ（スプリングカップ、新緑賞、留守杯日高賞、ル・プランタン賞、のじぎく賞、東海ダービー、東海クイーンカップ、兵庫サマークイーン賞）
- 2010年産
  - ヴイゼロワン（岩手ダービー ダイヤモンドカップ）
  - リアライズリンクス（ゴールドカップ、サンタアニタトロフィー、川崎マイラーズ、京成盃グランドマイラーズ）

## 血統表
| ダイタクリーヴァの血統               | ダイタクリーヴァの血統                                         | ダイタクリーヴァの血統                                         | （血統表の出典）                                               | （血統表の出典） |
| 父系                                 | サンデーサイレンス系                                           | サンデーサイレンス系                                           | サンデーサイレンス系                                           | [ § 2 ]          |
| 父 フジキセキ 1992 青鹿毛 日本       | 父の父*サンデーサイレンス 1986 Sunday Silence 青鹿毛 アメリカ  | Halo                                                           | Hail to Reason                                                 | Hail to Reason   |
| 父 フジキセキ 1992 青鹿毛 日本       | 父の父*サンデーサイレンス 1986 Sunday Silence 青鹿毛 アメリカ  | Halo                                                           | Cosmah                                                         |                  |
| 父 フジキセキ 1992 青鹿毛 日本       | 父の父*サンデーサイレンス 1986 Sunday Silence 青鹿毛 アメリカ  | Wishing Well                                                   | Understanding                                                  | Understanding    |
| 父 フジキセキ 1992 青鹿毛 日本       | 父の父*サンデーサイレンス 1986 Sunday Silence 青鹿毛 アメリカ  | Wishing Well                                                   | Mountain Flower                                                |                  |
| 父 フジキセキ 1992 青鹿毛 日本       | 父の母*ミルレーサー 1983 Millracer 鹿毛 アメリカ               | Le Fabuleux                                                    | Wild Risk                                                      | Wild Risk        |
| 父 フジキセキ 1992 青鹿毛 日本       | 父の母*ミルレーサー 1983 Millracer 鹿毛 アメリカ               | Le Fabuleux                                                    | Anguar                                                         |                  |
| 父 フジキセキ 1992 青鹿毛 日本       | 父の母*ミルレーサー 1983 Millracer 鹿毛 アメリカ               | Marston's Mill                                                 | In Reality                                                     | In Reality       |
| 父 フジキセキ 1992 青鹿毛 日本       | 父の母*ミルレーサー 1983 Millracer 鹿毛 アメリカ               | Marston's Mill                                                 | Millicent                                                      |                  |
| 母 スプリングネヴァー 1992 栗毛 日本 | 母の父サクラユタカオー 1982 栗毛 日本                          | *テスコボーイ                                                  | Princely Gift                                                  | Princely Gift    |
| 母 スプリングネヴァー 1992 栗毛 日本 | 母の父サクラユタカオー 1982 栗毛 日本                          | *テスコボーイ                                                  | Suncourt                                                       |                  |
| 母 スプリングネヴァー 1992 栗毛 日本 | 母の父サクラユタカオー 1982 栗毛 日本                          | アンジェリカ                                                   | *ネヴァービート                                                | *ネヴァービート  |
| 母 スプリングネヴァー 1992 栗毛 日本 | 母の父サクラユタカオー 1982 栗毛 日本                          | アンジェリカ                                                   | スターハイネス                                                 |                  |
| 母 スプリングネヴァー 1992 栗毛 日本 | 母の母ネヴアーイチバン 1971 黒鹿毛 日本                        | *ネヴァービート                                                | Never Say Die                                                  | Never Say Die    |
| 母 スプリングネヴァー 1992 栗毛 日本 | 母の母ネヴアーイチバン 1971 黒鹿毛 日本                        | *ネヴァービート                                                | Bride Elect                                                    |                  |
| 母 スプリングネヴァー 1992 栗毛 日本 | 母の母ネヴアーイチバン 1971 黒鹿毛 日本                        | ミスナンバイチバン                                             | *ハロウェー                                                    | *ハロウェー      |
| 母 スプリングネヴァー 1992 栗毛 日本 | 母の母ネヴアーイチバン 1971 黒鹿毛 日本                        | ミスナンバイチバン                                             | *スタイルパッチ                                                |                  |
| 母系(F-No.)                          | ミスナンバイチバン系(FN:8-g)                                   | ミスナンバイチバン系(FN:8-g)                                   | ミスナンバイチバン系(FN:8-g)                                   | [ § 3 ]          |
| 5代内の近親交配                      | ネヴァービート 4･3=18.75%（母内）、Nasrullah 5･5=6.25%（母内） | ネヴァービート 4･3=18.75%（母内）、Nasrullah 5･5=6.25%（母内） | ネヴァービート 4･3=18.75%（母内）、Nasrullah 5･5=6.25%（母内） | [ § 4 ]          |
| 出典                                 | 1. 2. 3. 4.                                                    | 1. 2. 3. 4.                                                    | 1. 2. 3. 4.                                                    | 1. 2. 3. 4.      |

近親
上記2頭以外の近親についてはミスナンバイチバン#ミスナンバイチバンの主要なファミリーラインを参照。